# Андріївка (село, Баштанський район)
Андрі́ївка — село в Україні, у Казанківській селищній громаді Баштанського району Миколаївської області. Населення становить 34 особи.
Засноване у 1837 році під назвою Солдатське.

## Населення

### Мова
Розподіл населення за рідною мовою за даними перепису 2001 року:
| Мова       | Кількість | Відсоток |
| ---------- | --------- | -------- |
| українська | 33        | 97.06%   |
| російська  | 1         | 2.94%    |
| Усього     | 34        | 100%     |